# United States Naval Academy Museum
Musée de l'Académie navale des États-Unis
L'United States Naval Academy Museum est un musée maritime public situé à Annapolis, dans le Maryland, aux États-Unis. Faisant partie de l'Académie navale des États-Unis, il est situé dans Preble Hall, un des nombreux bâtiments de l'Académie, et possède quatre galerie. Il est l'un des 10 musées américains officiels gérés par l'US Navy, sous la direction du Naval History & Heritage Command.

## Historique
L'histoire du musée remonte à 1845, lorsqu'il a été fondé sous le nom de Naval School Lyceum. En 1849, le président James K. Polk a ordonné que la collection de drapeaux historiques de la Marine soit envoyée à la nouvelle Académie navale d'Annapolis pour y être entretenue et exposée, établissant l'une des plus anciennes collections du musée. Après la guerre de Sécession, le département de la marine a commencé à envoyer de nombreux types d'objets au Naval Academy Lyceum, notamment des trophées de guerre, des objets d'expéditions d'exploration/d'enquête, des missions diplomatiques et de l'art lié à la marine. Le Lyceum est également devenu le dépositaire des collections du US Naval Lyceum au New York Navy Yard en 1892, et a reçu une vaste collection de la Boston Naval Library and Institute en 1922, augmentant considérablement la collection.
Le Naval Academy Museum du XIXe et du début du XXe siècle était situé à plusieurs endroits autour de la cour de l'Académie navale, avant la construction de Preble Hall en 1939. De 2007 à 2008, Preble Hall a subi une rénovation complète pour transformer le bâtiment en un musée moderne, qui a officiellement rouvert à l'été 2009.

## Collection
La collection reflète une grande partie de l'histoire navale américaine et en partie les forces navales d'autres pays. Cela comprend des milliers d'objets en deux et trois dimensions tels que des drapeaux, des uniformes, des armes, des médailles, des livres, des instruments et des photographies ainsi que des œuvres d'art. Les principales collections sont la Rogers Ship Model Collection, la Naval Academy Art Collection (comprenant environ 1.200 peintures), la Malcolm Storer Naval Medals Collection (y compris les pièces de monnaie anciennes) et la Beverley R. Robinson Collection (estampes de l'histoire navale).